# هنریک مارتینز
هنریک مارتینز (انگلیسی: Henrique Martins؛ زادهٔ ۱۴ نوامبر ۱۹۹۱) ورزشکار ورزش شنا اهل برزیل است.

وی در مسابقات کشوری و بین‌المللی در مجموع برندهٔ ۵ مدال طلا، ۲ مدال نقره و ۳ مدال برنز شده‌است.